# بلیک کراوچ
بلیک کراوچ (انگلیسی: Blake Crouch؛ زادهٔ ۱۹۷۸) رمان‌نویس اهل ایالات متحده آمریکا است. سه‌گانه ویوارد پاینز باعث شناخته‌تر شدن او شد. از روی این سه‌گانه مجموعه‌ای تلویزیونی با نام ویوارد پاینز، تولید و در سال ۲۰۱۵ میلادی از شبکه فاکس پخش شده‌است.
جدیدترین رمان او با نام بازگشت، ۱۱ ژوئن ۲۰۱۹ میلادی منتشر شده‌است.

## زندگی و تحصیلات
بلیک کراوچ سال ۱۹۷۸ میلادی در نزدیکی شهر پدمونت استیتسویل، ایالت کارولینای شمالی به دنیا آمد. او در دانشگاه کارولینای شمالی در چَپِل هیل تحصیل کرده‌است. وی در سال ۲۰۰۰ میلادی در رشته انگلیسی و نویسندگی خلاق از دانشگاه فارغ‌التحصیل شد.
کراوچ هم‌اکنون در کلرادو زندگی می‌کند.

## کتاب‌ها

### آثار ترجمه‌شده به زبان فارسی

#### مجموعه ویوارد پاینز
- کاج‌ها. برگردان زهرا رحیمی. نشر باژ (۱۳۹۶)
- سرکش. برگردان زهرا رحیمی. نشر باژ (۱۳۹۶)
- آخرین شهر. برگردان زهرا رحیمی. نشر باژ (۱۳۹۷)

### دیگر آثار
- ماده تاریک. برگردان هادی سالارزهی. نشر نون (۱۳۹۸)
- بازگشت. برگردان سیدرضا حسینی. نشر آموت (۱۳۹۹)
- بازگشت. برگردان سعید سیمرغ. نشر باژ (۱۳۹۹)
- ارتقا. برگردان هادی سالارزهی. نشر نون (۱۴۰۱)
- یخبندان تابستانی. برگردان میلاد درخشان. نشر زرنوشت (۱۴۰۳)